# 赫尔曼·格拉斯
赫尔曼·格拉斯（英語：Herman Glass，1880年10月15日—1961年1月13日），生于洛杉矶，美国男子竞技体操运动员。他曾获得1904年夏季奥运会体操比赛男子吊环金牌。他于1961年在洛杉矶去世。